# ST-V
ST-V(Sega Titan Video 세가 타이탄 비디오[*])는 세가가 1994년 개발한 아케이드 시스템 기판으로, 가정용 게임기인 세가 새턴 호환용 제작하였으며 이름도 새턴(토성)의 위성인 타이탄으로 지었다. 두 기기는 동일한 성능으로 게임 저장 매체로 새턴은 CD-ROM을 사용하며 ST-V는 롬 카트리지를 사용한다는 점만 다르며 세가 외에도 여러 회사에서 게임을 발매하였다.

## ST-V 사양
- 주 CPU : 2개의 히타치 SH-2  28.63MHz
- 사운드 CPU : 모토로라 68000  11.45MHz
- 사운드 칩 : 야마하 YM292-F SCSP  11.3MHz
- 새턴 컨트롤 유닛(SCU: Saturn Control Unit) : 고정소수점 연산 프로세서
- VPD1 : 32비트 비디오 디스플레이 프로세서 - 스프라이트와 폴리곤 생성. 듀얼 256KB 프레임버퍼, 회전 확대 축소, 텍스처 맵핑, 구로 셰이딩(Gouraud shading), 512KB 텍스처 메모리
- VDP2: 32비트 백그라운드, 스크롤 플레인 비디오 디스플레이 프로세서 - 반투명 효과, 그림자, 5면 동시 백그라운드 스크롤, 2면 동시 플레이필드 회전
- 메인 RAM : 2MB
- VRAM : 1.54MB
- 사운드 RAM: 512KB

## ST-V 게임
- 가디언 포스 (Guardian Force) (1998)
- 가라오케 퀴즈 인트로 돈돈! (Karaoke Quiz Intro Don Don!) (1996)
- 골든 액스: 더 듀얼 (Golden Axe: The Duel) (1994)
- 그루브 온 파이트 (Groove on Fight) (1997)
- 네임 클럽 (Name Club) (1996)
- 다이너마이트 형사 / Die Hard Arcade (1996)
- 단지에서 화투 (団地で花札) (1999)
- 대전 탄트~R 사싯스!! (Taisen Tanto-R Sasi-Su!!) (1998)
- 레이디언트 실버건 (Radiant Silvergun) (1998)
- 마루쨩 De 구! (Maru-Chan de Goo!) (1997)
- 마우스케의 오쟈마 더 월드 (Mausuke's Ojama za Warudo) (1996)
- 마이 페어 레이디 버추어 마작 II (Virtual Mahjong II: My Fair Lady) (1998)
- 매지컬 두뇌 파워 (Magical Zunou Power) (1997)
- 무비 클럽 (Movie Club) (1997)
- 바쿠 바쿠 애니멀 (1996)
- 배트맨 포레버: The Arcade Game (1996)
- 버추어 파이터 리믹스 (1995)
- 버추어 파이터 키즈 (1996)
- 버추얼 마작 (1997)
- 뿌요뿌요 SUN (1996)
- 사쿠라 대전: 하나구미 대전 칼럼즈  (1997)
- 상하이 : 만리장성 (Shanghai: The Great Wall) (1995)
- 수호연무 / Outlaws of the Lost Dynasty (1995)
- 슈퍼 메이저 리그e / Final Arch (1995)
- 아로마 클럽 (Aroma Club) (1997)
- 아스트라 슈퍼 스타즈(Astra Super Stars) (1998)
- 에지혼 탐정사무소 (えじほん探偵事務所) / Ejihon Detective Agency (1995)
- 오델로 하자 / Let's Play Othello (1998)
- 자염룡 (紫炎龍) (1997)
- 전국 제복 미소녀 그랑프리: Find Love (1996)
- 전일본 프로레스링 핏쳐링 버추어 (全日本プロレス Featuring Virtua) (1997)
- 창궁홍련대 (蒼穹紅蓮隊) / Terra Diver (1996)
- 칼럼즈 97 (Columns 97) (1996)
- 코튼 2 (Cotton 2) (1997)
- 코튼 부메랑 (Cotton Boomerang) (1998)
- 테크모 월드컵 '98 (1998)
- 투룡전설 엘란도르 (Fighting Dragon Legend Elan Doree) (1998)
- 퍼즐&액션: 산드~R / 보물을 찾아라 (Puzzle & Action: Sand-R / Treasure Hunt) (1995)
- 펑키 헤드 복서 (Funky Head Boxers) (1995)
- 페블 비치 더 그레이트 샷 (Pebble Beach The Great Shot) (1995)
- 프로마작 극 S (プロ麻雀 極 S) (1995)
- 프리쿠라 프린세스 클라라 대작전 (Princess Kurara Daisakusen) (1996)
- 프린트 클럽 2 (プリント倶楽部 2) (1997)
- Decathlete / Athlete Kings (1996)
- NBA 액션 (NBA Action) (199?)
- Sea Bass Fishing (1998)
- Sport Fishing (1995) CD-ROM
- Sport Fishing 2 (1995) CD-ROM
- Winter Heat (1997)